# Marila saramaccana
Marila saramaccana är en tvåhjärtbladig växtart som beskrevs av August Adriaan Pulle. Marila saramaccana ingår i släktet Marila och familjen Calophyllaceae. Inga underarter finns listade i Catalogue of Life.